# 12-Stunden-Rennen von Sebring 1975

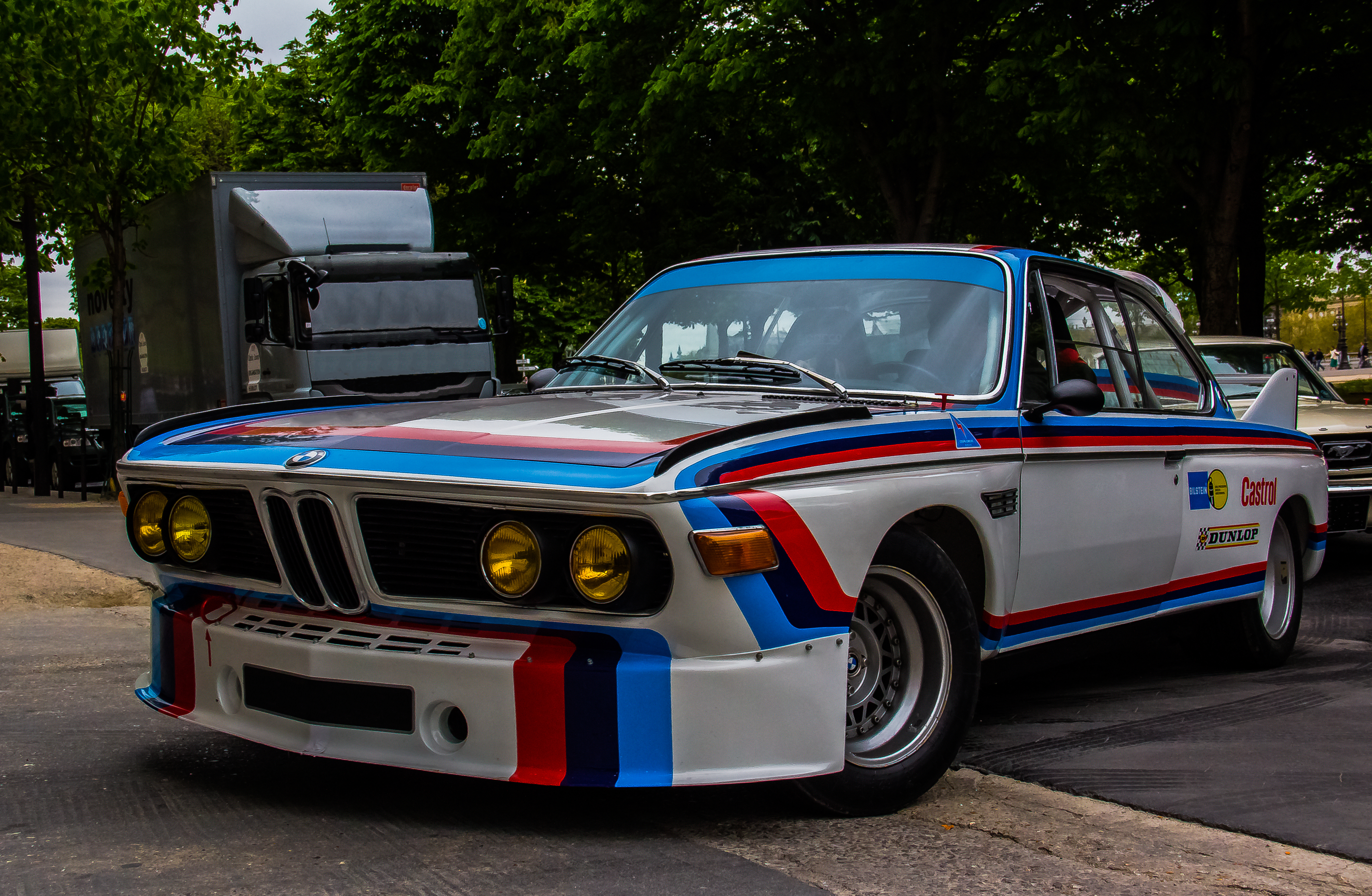
BMW 3.0 CSL in der Lackierung der Werkswagen von BMW Motorsport

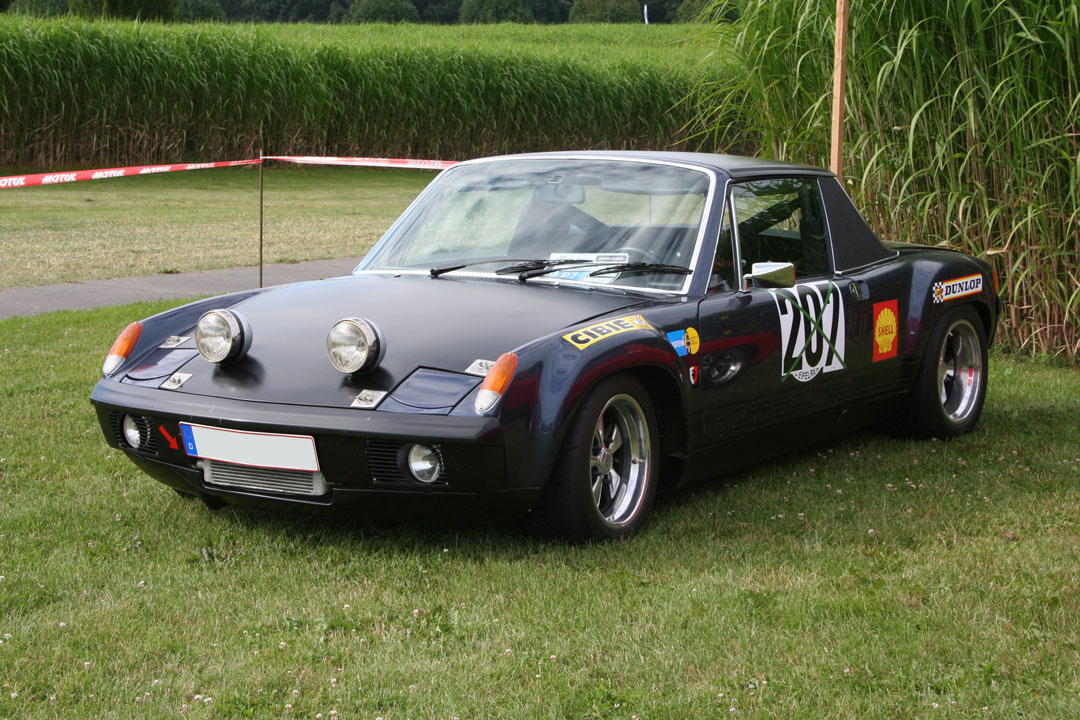
Porsche 914/6

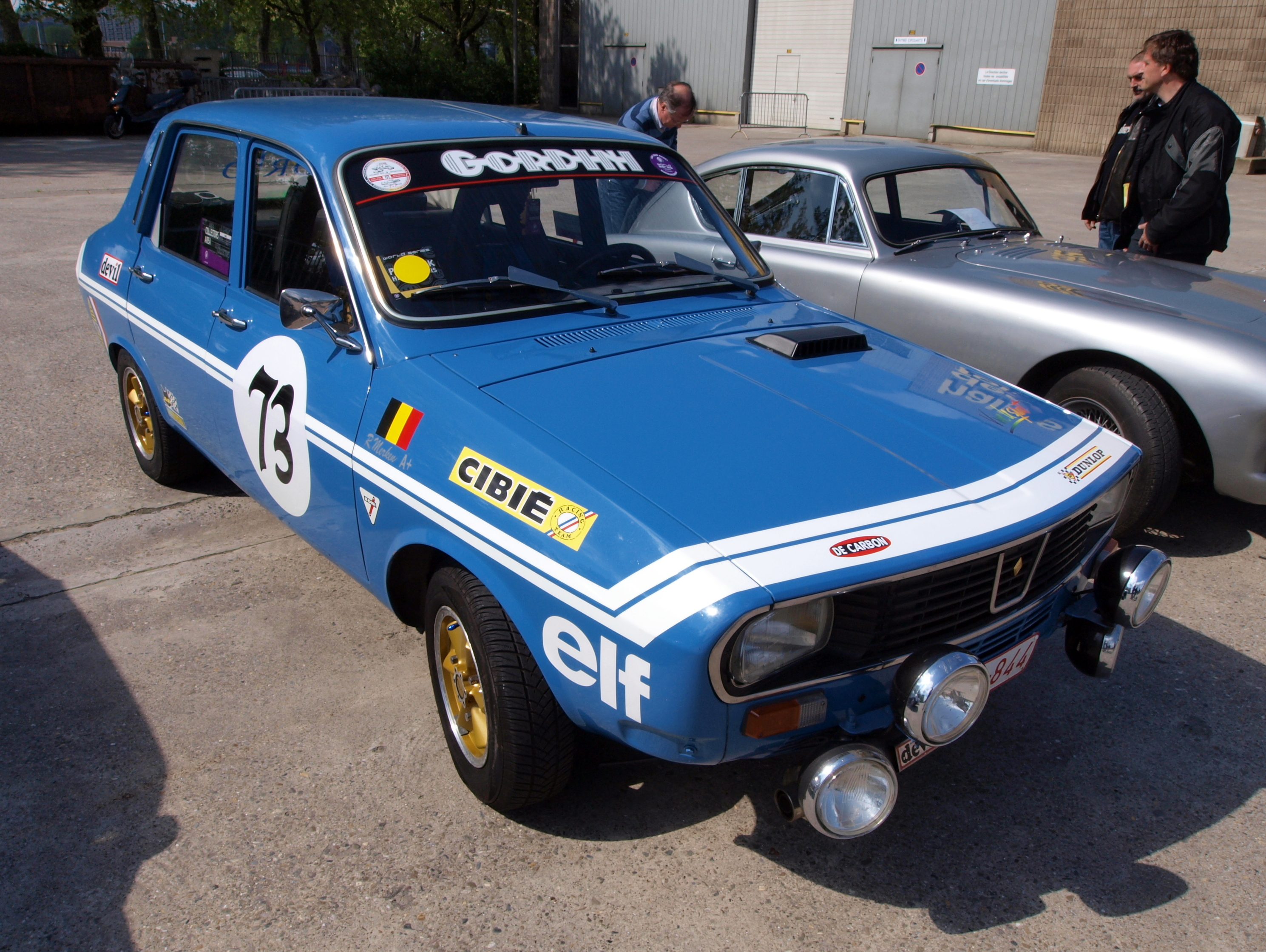
Im US-amerikanischen Motorsport ein Rennfahrzeug mit Seltenheitswert, aber in Sebring am Start; die Rennversion des Renault R12

Das 23. 12-Stunden-Rennen von Sebring, auch Sebring '75 Twelve Hours of Endurance (Camel GT Challenge 12 Hours), Sebring, fand am 21. März 1975 auf dem Sebring International Raceway statt und war der zweite Wertungslauf der IMSA-GT-Serie dieses Jahres.

## Das Rennen
Lange versuchten die Verantwortlichen der IMSA, 1974 ein Rennen durchzuführen. Die Ölkrise 1973 sorgte schließlich für die Absage, nachdem der Versuch, die Rennveranstaltung auf eine Distanz von 1200 km zu verkürzen, als letzte Variante gescheitert war. Nach dem Ende der Ullman-Ära 1972, nach vielen Querelen wegen der Streckensicherheit, die letztlich zum Verlust des Weltmeisterschaftsstatus führten, war die IMSA 1973 erstmals als Veranstalter aufgetreten. Die Absage 1974 erschien vielen Beobachtern als das endgültige Ende des 12-Stunden-Rennens.
Im Frühjahr 1975, nach zwei Jahren ohne Rennen, Wartung und Pflege war der Flugplatzkurs in einem erbärmlichen Zustand. Der Asphalt war rau und an vielen Stellen aufgebrochen. Von der MG-Brücke standen nur mehr die Aufgänge, der Übergang war eingestürzt und lag auf der Piste. Zäune waren umgefallen oder von Vandalen umgeworfen worden, die Tribünen befanden sich einem desolaten Zustand. Der US-amerikanische Rennfahrer und Rennstallbesitzer John Greenwood übernahm mit einem Partner die Promotion des Rennens und schaffte es zum Erstaunen der Fachwelt, in kurzer Zeit Strecke, Boxenanlage und Zuschauerbereiche soweit herzurichten, dass ein Rennen möglich war.
Favorit auf den Sieg war die aus Europa angereiste Werksmannschaft von BMW, die für zwei BMW 3.0 CSL die Fahrer Brian Redman, Allan Moffat, Sam Posey und Hans-Joachim Stuck meldeten. Für das North American Racing Team von Luigi Chinetti gingen Milt Minter und Eppie Wietzes auf einem Ferrari 365 GT4/BB ins Rennen. Ronnie Peterson, der ursprünglich für den Werks-BMW gemeldet war, konnte nach einem Startverbot der FIA nicht antreten. BMW-Teamchef Jochen Neerpasch ließ Stuck/Posey als Hasen vorneweg fahren, während Rebmann und Moffat das Material schonen sollten. Die Rechnung ging auf. Bis zur Rennhälfte waren die stärksten Gegner ausgefallen. Allerdings musste auch der Stuck/Posey-Wagen zur Halbzeit nach einem Defekt an der Ölpumpe vorzeitig abgestellt werden. Da aber sowohl Stuck als auch Posey einen Abschnitt im zweiten, letztlich siegreichen 3.0 CSL zurückgelegt hatten, konnten alle vier BMW-Piloten den ersten Sieg des bayrischen Fahrzeugherstellers in Sebring feiern.

## Ergebnisse

### Schlussklassement
| 1                  | GTO | 25  | BMW Motorsport               | Brian Redman Allan Moffat Hans-Joachim Stuck Sam Posey | BMW 3.0 CSL         | 238 |
| 2                  | GTO | 30  | George Dyer                  | George Dyer Jacques Bienvenue                          | Porsche Carrera RSR | 235 |
| 3                  | GTO | 43  | Ecurie Escargot              | John Graves John O’Steen Dave Helmick                  | Porsche Carrera RSR | 231 |
| 4                  | GTO | 91  | Bolanos Racing               | Juan-Carlos Bolanos Michel Jourdain Gustavo Bolanos    | Porsche Carrera RSR | 230 |
| 5                  | GTO | 4   | George Dickinson             | George Dickinson Bill Webbe Harry Theodoracopulos      | Porsche Carrera RSR | 221 |
| 6                  | GTO | 111 | North American Racing Team   | Milt Minter Eppie Wietzes                              | Ferrari 365 GT4/BB  | 215 |
| 7                  | GTO | 5   | Bob Harmon                   | Bob Harmon Jon Woodner                                 | Porsche Carrera RSR | 213 |
| 8                  | GTO | 68  | Diego Febles Racing          | Diego Febles Hiram Cruz                                | Porsche Carrera RSR | 211 |
| 9                  | GTO | 87  | Jones Motorsports            | Harry Jones Marcel Mignot                              | Ferrari 365 GTB/4   | 209 |
| 10                 | GTU | 44  | Montura Ranch Estates        | Tony Garcia Albert Naon John Freyre                    | Porsche 911S        | 209 |
| 11                 | GTU | 34  | George Drolsom               | George Drolsom Bob Nagel                               | Porsche 911S        | 207 |
| 12                 | GTO | 14  | Holbert's Porsche-Audi       | Al Holbert Elliott Forbes-Robinson                     | Porsche Carrera RSR | 204 |
| 13                 | GTO | 79  | Michael Callas               | Michael Callas Jim Cook Adrian Gang                    | Porsche Carrera RSR | 200 |
| 14                 | GTU | 60  | Rusty Bond                   | Rusty Bond George Rollin John Belperche                | Porsche 911         | 200 |
| 15                 | GTU | 67  | David McClain                | David McClain Dave White                               | Porsche 911         | 198 |
| 16                 | GTU | 84  | Bob Speakman                 | Bob Speakman John Maffucci                             | Datsun 240Z         | 197 |
| 17                 | GTU | 90  | Ray Walle Mazda              | Ray Walle Tom Reddy                                    | Mazda RX-3          | 195 |
| 18                 | GTO | 72  | Bill Arnold                  | Bill Arnold Wiley Doran                                | Chevrolet Corvette  | 183 |
| 19                 | GTU | 29  | Bruce Mabrito                | Bruce Mabrito Jack Steel                               | Datsun 240Z         | 180 |
| 20                 | GT0 | 82  | Bill Scott Racing            | Bill Scott Harry MacDonald Bill Neuhof                 | AMC Gremlin         | 180 |
| 21                 | GT0 | 86  | Dennis Stefl                 | Dennis Stefl Robert Fordyce                            | Chevrolet Corvette  | 176 |
| 22                 | GT0 | 32  | E. F. Miller & Co.           | John Orr Bill Jobe                                     | Chevrolet Corvette  | 163 |
| 23                 | GTU | 914 | Holbert's Porsche-Audi       | Bill Schmid Doc Bundy                                  | Porsche 914         | 151 |
| 24                 | GTU | 31  | Luiz Garcia                  | Luiz Garcia Jose Arzeno Mandy Gonzalez                 | BMW 2002            | 151 |
| 25                 | GTO | 48  | John Carusso                 | John Carusso Dick Vreeland Luis Sereix                 | Chevrolet Corvette  | 132 |
| 26                 | GTO | 27  | Robert Davis                 | Robert Davis Tico Almeida Joseph DeGirolamo            | Chevrolet Corvette  | 132 |
| 27                 | GTU | 47  | Jacques Groleau              | Jacques Groleau A. J. Brent John Sweeney               | Datsun 240Z         | 124 |
| 28                 | GTU | 61  | Larry Parker                 | Larry Parker Robert LaMay Paul Morgan                  | Ford Pinto          | 114 |
| 29                 | GTU | 58  | Professional Paint & Body    | Ron Oyler Guy Church                                   | Renault R12         | 95  |
| Ausgefallen        |     |     |                              |                                                        |                     |     |
| 30                 | GTO | 1   | Toad Hall Racing             | Michael Keyser Billy Sprowls Andres Contreras          | Porsche Carrera RSR | 200 |
| 31                 | GTO | 92  | Oest-Tillson Racing          | Mike Tillson Dieter Oest                               | Porsche Carrera     | 198 |
| 32                 | GTO | 17  | Vince Gimondo                | Vince Gimondo John Tremblay                            | Chevrolet Camaro    | 171 |
| 33                 | GTO | 23  | Armorall Racing Team         | Charlie Kemp Carson Baird                              | Porsche Carrera RSR | 167 |
| 34                 | GTO | 73  | Bob Christiansen             | Bob Christiansen Gary Myers                            | Chevrolet Camaro    | 165 |
| 35                 | GTU | 45  | Delta Racing                 | Armando Ramirez Camilo Mutiz Mauricio de Narváez       | Porsche 911S        | 152 |
| 36                 | GTU | 46  | Buzbee Tropical Fish         | Spencer Buzbee Craig Ross William Frates               | Datsun 240Z         | 143 |
| 37                 | GTO | 8   | Bob Beasley                  | Bob Beasley Bruce Jennings                             | Porsche Carrera RSR | 132 |
| 38                 | GTO | 38  | Roberto Boza                 | Roberto Boza Diosdado Diaz Eduardo Garrido             | Chevrolet Camaro    | 128 |
| 39                 | GTO | 18  | Terry Wolters                | Terry Wolters Jack Swanson                             | Chevrolet Camaro    | 126 |
| 40                 | GTO | 24  | BMW Motorsport               | Hans-Joachim Stuck Sam Posey                           | BMW 3.0 CSL         | 102 |
| 41                 | GTO | 12  | Ford Smith                   | Ford Smith Clay Young Bennett Aiken                    | Chevrolet Corvette  | 102 |
| 42                 | GTO | 54  | Southpoint Porsche           | John Tunstall Joe Jenkins                              | Porsche Carrera RSR | 97  |
| 43                 | GTO | 88  | Maurice Carter               | Maurice Carter Tony DeLorenzo                          | Chevrolet Camaro    | 93  |
| 44                 | GTO | 66  | Nick Craw                    | Nick Craw Russ Norburn                                 | BMW 2002            | 82  |
| 45                 | GTO | 76  | Kidd-America Racing          | Burt Greenwood Scott Voeltz Dana English               | Chevrolet Corvette  | 67  |
| 46                 | GTO | 33  | Roberto Quintanilla          | Roberto Quintanilla David Loring                       | Porsche Carrera RSR | 65  |
| 47                 | GTU | 28  | Bonky Fernandez              | Bonky Fernandez Mandy Gonzalez Gustavo Chevres         | Lotus Elan          | 62  |
| 48                 | GTO | 62  | Scott Chapman                | Scott Chapman Bill Hood Bobby Dumont                   | Chevrolet Corvette  | 57  |
| 49                 | GTO | 49  | Neil Potter                  | Neil Potter Bob Gray Terry Keller                      | Ford Mustang        | 54  |
| 50                 | GTU | 63  | Doell Enterprises            | Bob Punch Tom Waugh Eliott Mendenhall                  | Porsche 911         | 53  |
| 51                 | GTO | 56  | Doell Enterprises            | Charles Gano Mike Williamson Jerry Parson              | Chevrolet Camaro    | 52  |
| 52                 | GTU | 51  | Johnson-Bozzoni Porsche-Audi | John Hotchkis Robert Kirby Len Jones                   | Porsche 914/6       | 51  |
| 53                 | GTO | 59  | Brumos Porsche-Audi          | Peter Gregg Hurley Haywood                             | Porsche Carrera RSR | 50  |
| 54                 | GTU | 85  | John Hulen                   | John Hulen Ron Coupland Dave Causey                    | Porsche 914/6       | 46  |
| 55                 | GTO | 95  | Sergio Tabe                  | Sergio Tabe Jose Marron Fidel Martinez                 | Porsche Carrera RSR | 45  |
| 56                 | GTO | 75  | John Greenwood               | John Greenwood Jerry Thompson                          | Chevrolet Corvette  | 42  |
| 57                 | GTU | 10  | Alf Gebhardt                 | Alf Gebhardt Bruno Beilcke Sepp Grinbold               | BMW 2002            | 38  |
| 58                 | GTO | 40  | John Hastings                | John Hastings Glenn Bunch                              | Jaguar XKE          | 34  |
| 59                 | GTO | 26  | Tim Chitwood                 | Tim Chitwood Joie Chitwood junior                      | Chevrolet Camaro    | 33  |
| 60                 | GTU | 50  | Pedro Vazquez                | Pedro Vazquez Manuel Quintana Donald Yenko             | Porsche 911S        | 29  |
| 61                 | GTO | 55  | Henry Simon                  | Henry Simon Kirby Stumpff Augusto Molina               | Ford Mustang        | 20  |
| 62                 | GTU | 53  | Arthur Mollin                | Arthur Mollin Art Riley                                | Volvo 142           | 19  |
| 63                 | GTO | 77  | Ralph Noseda                 | Ralph Noseda Ray Mummery Richard Small                 | Chevrolet Camaro    | 17  |
| 64                 | GTO | 57  | Marty Hinze                  | Marty Hinze Bob Grossman                               | De Tomaso Pantera   | 16  |
| 65                 | GTO | 22  | Dale Kreider                 | Dale Kreider Bob DeMarco                               | Chevrolet Corvette  | 16  |
| 66                 | GTO | 9   | Tony Ansley                  | Tony Ansley Ron Connelly Jim Woodall                   | Chevrolet Corvette  | 16  |
| 67                 | GTU | 69  | Juan Montalvo                | Juan Montalvo Jim Grob                                 | Ford Escort         | 8   |
| 68                 | GTO | 74  | Ludwig Heinrath              | Norm Ridgely Ludwig Heimrath senior                    | Porsche Carrera RSR | 5   |
| 69                 | GTO | 2   | Daniel Muniz                 | Daniel Muniz Johnny Gerber Miguel Muniz                | BMW 3.0 CSL         | 3   |
| Nicht gestartet    |     |     |                              |                                                        |                     |     |
| 70                 | GTO | 3   | Ippocampos Racing            | Harry Theodoracopulos Skip Barber                      | Ford Capri RS       | 1   |
| 71                 | GTO | 41  | Herb Jones                   | Herb Jones Phil Currin Steve Faul                      | Chevrolet Camaro    | 2   |
| 72                 | GTU | 52  | Charles Kleinschmidt         | Charles Kleinschmidt Jack Andrus Lee Culpepper         | MGB                 | 3   |
| 73                 | GTO | 71  | Levi’s Team Highball         | Amos Johnson Dennis Shaw                               | AMC Gremlin         | 4   |
| 74                 | GTU | 83  | PPC Racing                   | Louis McAlpine Miller Harding                          | Austin Mini-Cooper  | 5   |
| 75                 | GTU | 83  | Bobby Diehl                  | Ted Kempgens                                           | Chevrolet Corvette  | 6   |
| Nicht qualifiziert |     |     |                              |                                                        |                     |     |
| 76                 | GTU | 03  | Ozone Industries             | Philip Dann Stephen Bond                               | Opel GT             | 7   |
| 77                 | GTO | 6   | Byron Cook                   | Byron Cook George Bryan Bill McDil                     | Chevrolet Camaro    | 8   |
| 78                 | GTU | 37  | Tom Fraser                   | Tom Fraser Tommy Archer                                | Datsun 510          | 9   |
| 79                 | GTU | 39  | Dean Donley                  | Dean Donley Ben Scott Reggie Smith                     | MGB                 | 10  |
| 80                 | GTO | 65  | Ahmed Valhuerdi              | Ahmed Valhuerdi Manuel Mendez Tony Garcia              | Shelby GT350        | 11  |
| 81                 | GTU | 70  | Starbrite                    | Tom Kuenz Dale Elgie                                   | Datsun 510          | 12  |
| 82                 | GTO | 78  | Tom Ross                     | Tom Ross Louis Beres                                   | Ford Mustang        | 13  |
| 83                 | GTU | 81  | Dean Craven                  | Dean Craven David Horniman                             | Ford Pinto          | 14  |
| 84                 | GTO | 98  | Cliff Gottlob                | Cliff Gottlob Mike Yates                               | Chevrolet Corvette  | 15  |

1 Antriebswellendefekt vor dem Rennen
2 nicht gestartet
3 nicht gestartet
4 zurückgezogen
5 zurückgezogen
6 nicht gestartet
7 nicht qualifiziert
8 nicht qualifiziert
9 nicht qualifiziert
10 nicht qualifiziert
11 nicht qualifiziert
12 nicht qualifiziert
13 nicht qualifiziert
14 nicht qualifiziert
15 nicht qualifiziert

### Nur in der Meldeliste
Hier finden sich Teams, Fahrer und Fahrzeuge, die ursprünglich für das Rennen gemeldet waren, aber aus den unterschiedlichsten Gründen daran nicht teilnahmen.
| Pos. | Klasse | Nr. | Team                            | Fahrer                                        | Chassis            |
| ---- | ------ | --- | ------------------------------- | --------------------------------------------- | ------------------ |
| 85   | GTO    | 7   | Bob Buchler                     | Bob Buchler Eddie Johnson                     | Chevrolet Nova     |
| 86   | GTO    | 15  | Garcia Racing                   | Javier Garcia George Garcia Manuel Garcia     | Chevrolet Corvette |
| 87   | GTU    | 19  | Aubrey Bowles                   | Aubrey Bowles Philip Reynolds                 | Porsche 911S       |
| 88   | GTO    | 20  | Dennis Dallmeyer Jack Refenning | Dennis Dallmeyer Jack Refenning Scott Chapman | Pontiac Firebird   |
| 89   | GTU    | 42  | Richard Hughes                  | Richard Hughes Fred Geisel Robert Whitaker    | Datsun 510         |
| 90   | GTO    | 64  | C. C. Canada                    | C. C. Canada Russ Boykin                      | Chevrolet Camaro   |
| 91   | GTO    | 64  | Carmon Solomone                 | Carmon Solomone Fred Land                     | Chevrolet Camaro   |
| 92   | GTO    | 64  | Tony Vinas                      | Tony Vinas Miguel Perez                       | Chevrolet Camaro   |

### Klassensieger
| Klasse | Fahrer       | Fahrer       | Fahrer      | Fahrer             | Fahrzeug     | Platzierung im Gesamtklassement |
| ------ | ------------ | ------------ | ----------- | ------------------ | ------------ | ------------------------------- |
| GTO    | Brian Redman | Allan Moffat | Sam Posey   | Hans-Joachim Stuck | BMW 3.0 CSL  | Gesamtsieg                      |
| GTU    | Tony Garcia  | Albert Naon  | John Freyre |                    | Porsche 911S | Rang 10                         |

### Renndaten
- Gemeldet: 92
- Gestartet: 69
- Gewertet: 29
- Rennklassen: 2
- Zuschauer: unbekannt
- Wetter am Renntag: wolkig und trocken
- Streckenlänge: 8,369 km
- Fahrzeit des Siegerteams: 12:03:28,846 Stunden
- Gesamtrunden des Siegerteams: 238
- Gesamtdistanz des Siegerteams: 1991,724 km
- Siegerschnitt: 165,183 km/h
- Pole Position: Hans-Joachim Stuck – BMW 3.0 CSL (#24)
- Schnellste Rennrunde: Hans-Joachim Stuck – BMW 3.0 CSL (#24) 2.49.200 - 178,055 km/h
- Rennserie: 2. Lauf zur IMSA-GT-Serie 1975